# Lothar Voetz
Lothar Voetz (* 12. Dezember 1945 in Kempen) ist ein deutscher Germanist und ehemaliger Hochschullehrer an der Ruprecht-Karls-Universität Heidelberg. 

## Leben und Werk
Voetz studierte von 1966 bis 1971 Germanistik, katholische Theologie und Philosophie an den Universitäten Bonn und Münster. 1975 wurde er in Münster in den Fächern deutsche Philologie, katholische Theologie und Philosophie promoviert. 1982 folgte die Habilitation mit der Verleihung der Venia legendi für das Fach deutsche Philologie. In der Folge hatte er bis 1989 eine Professur auf Zeit für ältere deutsche Philologie am germanistischen Seminar der Universität Heidelberg inne. 1989 wurde er ordentlicher Professor am germanistischen Seminar der Universität Münster. Nach einer Gastprofessur für Deutsche Literatur des Mittelalters von 1990 bis 1992 an der Universität Wien, wechselte er 1992 auf den ordentlichen Lehrstuhl für ältere deutsche Philologie am germanistischen Seminar der Universität Heidelberg, den er bis zu seiner Emeritierung 2011 innehatte.
Die Forschungsschwerpunkte von Lothar Voetz liegen vor allem in der germanistischen Handschriftenkunde, den Anfängen der deutschen Sprache, Literatur und Wortbildung sowie der mittelhochdeutschen Lyrik. Darüber hinaus forschte er auch zur Wissenschaftsgeschichte und zur mediävistischen Editionswissenschaft. Spezielle Schwerpunkte bildeten das Nibelungenlied und der Codex Manesse.

## Schriften (Auswahl)
- Karl Simrocks Bonner Idioticon: eine quellenkritische Untersuchung. Röhrscheid, Bonn 1973, ISBN 978-3-7928-0352-3.
- Komposita auf -man im Althochdeutschen, Altsächsischen und Altniederfränkischen. Winter, Heidelberg 1977, ISBN 978-3-533-02609-9 (Dissertation).
- Die St. Pauler Lukasglossen. Untersuchungen, Edition, Faksimile. Vandenhoeck und Ruprecht, Göttingen 1985, ISBN 978-3-525-20321-7 (Habilitationsschrift).
- Eine bisher unbekannte Williram-Handschrift aus dem 15. Jahrhundert. Vandenhoeck und Ruprecht, Göttingen 1989.
- Der Codex Manesse: Die berühmteste Liederhandschrift des Mittelalters. 2. Auflage. Lambert Schneider, Darmstadt 2017, ISBN 978-3-650-40188-5.